# Stranger (telenovela)
Stranger (hangul: 비밀의 숲; rr: Bimileui Sup) é uma telenovela sul-coreana estrelando Jo Seung-woo e Doona Bae. Foi ao ar na tvN todos os sábados e domingos às 21:00 (KST) de 10 de junho de 2017 à 30 de julho de 2017. Foi transmitido simultaneamente na Netflix, que comprou a série por 3 200 000 dólares (200.000 dólares por episódio).
A série foi um sucesso com os telespectadores nacionais e internacionais, e obteve críticas favoráveis para sua trama apertada, sequências emocionantes e performances fortes.

## Enredo
O promotor frio, Hwang Shi-mok (Cho Seung-woo), se alia à policial fervorosa Han Yeo-jin (Doona Bae) para capturar um assassino em série. Mas a corrupção que os rodeia é mais perigosa do que o assassino que não conhecem.

## Elenco
- Jo Seung-woo como Hwang Shi-mok
  - Gil Jung-woo como Hwang Shi-mok (10 anos de idade)
  - Song Eui-joon como Hwang Shi-mok (15 anos de idade)
- Doona Bae como Han Yeo-jin
- Yoo Jae-myung como Lee Chang-joon
- Lee Joon-hyuk como Seo Dong-jae
- Shin Hye-sun como Young Eun-soo
- Choi Byung-mo como Kim Woo-gyoon
- Park Jin-woo como Kim Soo-chan
- Choi Jae-woong como Jang Geon

## Audiência
O número em vermelho é referente ao episódio de menor audiência. O número em azul é referente ao episódio de maior audiência.
| Episódio # | Data original        | Média de audiência | Média de audiência | Média de audiência | Média de audiência |
| Episódio # | Data original        | AGB Nielsen Média  | AGB Nielsen Média  | TNmS Média         |                    |
| Episódio # | Data original        | Nacional           | Seul               | TNmS Média         |                    |
| ---------- | -------------------- | ------------------ | ------------------ | ------------------ | ------------------ |
| 1          | 10 de Junho de 2017  | 3.041%             | 3.627%             | 3.176%             |                    |
| 2          | 11 de Junho de 2017  | 4.148%             | 5.498%             | 4.0%               |                    |
| 3          | 17 de Junho de 2017  | 4.088%             | 4.420%             | 3.6%               |                    |
| 4          | 18 de Junho de 2017  | 4.170%             | 4.923%             | 4.5%               |                    |
| 5          | 24 de Junho de 2017  | 4.064%             | 5.203%             | 3.7%               |                    |
| 6          | 25 de Junho de 2017  | 4.082%             | 5.174%             | 3.9%               |                    |
| 7          | 1º de Julho de 2017  | 4.389%             | 4.888%             | 4.0%               |                    |
| 8          | 2 de Julho de 2017   | 4.154%             | 5.237%             | 4.6%               |                    |
| 9          | 8 de Julho de 2017   | 4.319%             | 5.506%             | 4.3%               |                    |
| 10         | 9 de Julho de 2017   | 4.834%             | 6.434%             | 4.6%               |                    |
| 11         | 15 de Juljho de 2017 | 4.733%             | 5.709%             | 5.0%               |                    |
| 12         | 16 de Julho de2017   | 5.511%             | 6.875%             | 5.0%               |                    |
| 13         | 22 de Julho de 2017  | 4.451%             | 5.582%             | 4.4%               |                    |
| 14         | 23 de Julho de 2017  | 5.447%             | 7.125%             | 6.0%               |                    |
| 15         | 29 de Julho de 2017  | 4.993%             | 6.240%             | 5.1%               |                    |
| 16         | 30 de Julho de 2017  | 6.568%             | 7.622%             | 7.1%               |                    |
| Média      | Média                | %                  | %                  | %                  |                    |

- Este drama foi ao ar na TV à cabo o qual, normalmente, há uma audiência relativamente menor  comparada com a TV aberta. (KBS, SBS, MBC & EBS).